# Болотин, Сергей Владимирович
Сергей Владимирович Болотин (род. 1 декабря 1954 года, Москва) — российский математик, специалист в области теории динамических систем.
Член-корреспондент РАН (2016), доктор физико-математических наук (1997), профессор МГУ. Заведующий отделом механики Математического института имени В. А. Стеклова РАН (МИАН).
Окончил механико-математический факультет МГУ (1976).
С 1998 года профессор кафедры теоретической механики механико-математического факультета МГУ.
Под началом С. В. Болотина защищены 4 кандидатские диссертации.
Кандидат физико-математических наук (1981), диссертация — «Либрационные движения обратимых механических систем», докторская диссертация — «Двоякоасимптотические траектории и условия интегрируемости гамильтоновых систем».
Член редколлегии журнала «Регулярная и хаотическая динамика».

## Личная жизнь
Увлечения — занятия парусным спортом в олимпийском классе швертботов «Финн».
Брат — Юрий Владимирович Болотин (родился 1 декабря 1954 года), профессор МГУ.
Оба брата в 2020 году стали чемпионами России в классе яхт «Картер-30».

## Научные труды
Автор 75 научных работ, из них одной монографии.
- Задачи по классической механике / Антонов И. Л., Болотин С. В., Вильке В. Г., Голубев Ю. Ф., Карапетян А. В., Кугушев Е. И., Павловский В. Е., Сальникова Т. В., Самсонов В. А., Татаринов Я. В., Трещёв Д. В., Якимова К. Е., Якушев А. Г.  М.: изд-во ЦПИ мехмата МГУ, 2001. ISBN 5-93839-011-7. 96 с.
- Теоретическая механика: учебник для студентов вузов … по специальностям «Математика» и «Механика» / С. В. Болотин, А. В. Карапетян, Е. И. Кугушев, Д. В. Трещёв. — Москва : Академия, 2010. — 429 с. : ил.; 22 см. — (Высшее проф. образование. Естественные науки); ISBN 978-5-7695-5946-4